# スキゾフレニア・リサーチ
スギゾフレニア・リサーチ (英: Schizophrenia Research)は、統合失調症の治療と病因を扱う査読付き学術雑誌のこと。統合失調症国際研究協会の公式ジャーナルであり、1988 年に創刊された。編集長はMatcheri Keshavan。
ジャーナルの目的として、「この疾患に関するこれまで別々に行われていた生物学的、臨床的、心理学的研究を統合し、これらのデータを統合して一貫した仮説を立てることを促進する」としている。
ジャーナルサイテーションレポート による2018インパクトファクターは4.56。